# Гиревой спорт
Гирево́й спорт — циклический силовой вид спорта, в основе которого лежит подъём гирь максимально возможное число раз за отведённый промежуток времени в положении стоя.
Руководящий международный орган — Международный союз гиревого спорта (англ. International Union of Kettlebell Lifting), который объединяет 56 национальных федераций (на 2017 год).
Руководящий орган в РФ — Всероссийская федерация гиревого спорта (ВФГС).

## История
До конца 40-х годов XX века гиревого спорта в современном понимании, как соревнования в силовой выносливости, не существовало. Хотя сами гири как спортивный снаряд были известны с конца XVII века.
24 октября 1948 года под патронажем специалистов из тяжёлой атлетики были проведены первые соревнования, в которых атлеты упражнялись с двухпудовыми гирями. Хотя официальных правил ещё не было, но подобные конкурсы стали проводиться на постоянной основе и тяжелоатлеты видели в них способ привлечения масс к своему спорту.
В 1962 году были разработаны первые правила соревнований по гиревому спорту. С 70-х годов на постоянной основе проводились встречи между спортсменами СССР, спорт также культивировался в вооружённых силах. В тот период правила гиревого спорта постоянно менялись в сторону упрощения для вовлечения всё более широких слоёв.
Если занятия культуризмом в СССР не поощрялись из-за того, что они отнимали ресурсы у тяжёлой атлетики, то занятия гиревым спортом всячески одобрялись. Единственным препятствием для официального признания этого вида спорта как самостоятельного было отсутствие постоянных правил — даже в течение одного сезона соревнования могли проводиться по разным правилам.
Варианты правил на примере рывка:
- рывок выполнялся только одной рукой (любой) или каждой рукой;
- запрещалось/разрешалось касаться гирей любой части тела;
- смена рук в рывке осуществлялась через замах либо через кувырок гири;
- подсчёт очков осуществлялся либо простой суммой обеих рук, либо удвоением слабой руки;
- ограничение времени в положении виса.

В 1985 году гиревой спорт получил официальное признание, а в 1987 году была создана Всесоюзная федерация гиревого спорта СССР. 29 октября 1992 года она была распущена и на её месте была создана Международная федерация гиревого спорта (International Union of Kettlebell Lifting).

## История правил
Первоначально атлеты упражнялись в троеборье — жим, толчок, рывок. Упражнение длилось не более 1—1,5 минут и результаты были очень невысокими, по сравнению с нынешними. Когда тренировки были поставлены на профессиональный уровень, то результаты резко возросли. Например, в 1973 году в Ярославле, на финальных соревнованиях первенства Россовета ДСО «Урожай» А. Воротынцев при помощи швунгового жима одной рукой выжал двухпудовую гирю 123 раза, после чего судья остановил выполнения упражнения, не дав спортсмену продолжить второй рукой. На тот момент рекорд в жиме был 42 раза, и был сделан в обычной «силовой» манере. Одновременно возросло и время выполнения упражнения — оно могло достигать 40—50 минут, из-за чего резко снижалась зрелищность.
Для сокращения времени соревнований в 1982 году из программы был убран жим гири.
Для этой же цели на некоторых соревнованиях были вначале введены правила, запрещающие задержку гирь в толчке в положении на груди более 2-х секунд. Зато в положении фиксации можно было находиться сколько угодно. В рывке правилами были запрещены касания гирей плеча и груди при очередном опускании гири в замах, а также касания свободной рукой какой-либо части тела. Рывок стал выполняться каждой рукой.
В 1989 году были сняты ограничения в нахождении спортсмена в исходном положении и введено ограничение на выполнение упражнения в течение 10 минут. В этом же году были проведены соревнования по новой дисциплине — толчок по длинному циклу.

## Современные правила
Соревнования в гиревом спорте проводятся с гирями весом 16, 24 и 32 кг по программе двоеборья: толчок двух гирь двумя руками, рывок гири одной и другой рукой без перерыва для отдыха; либо по программе длинного цикла: толчок двух гирь двумя руками от груди, плюс короткий спуск гирь вниз, но без постановки на помост.
Отдельный вид программы соревнований — командная эстафета. Эстафеты проходят в длинном цикле и в толчке. Обычно команда состоит из 5 участников, каждому из которых даётся 3 минуты на выполнение упражнения. По истечении 3 минут его сменяет следующий участник. Набранные очки (количество подъёмов) суммируются. Побеждает команда выполнившая большее количество подъёмов. Детальные правила эстафеты регламентируются организационным комитетом соревнований. Частое требование — все участники команды должны быть из разных весовых категорий.
Также проводятся соревнования по программе жонглирования одной гири, у мужчин и юношей 16—18 лет — 16 кг, для юношей 14—15 лет — 12 кг, для женщин, девушек и юношей 11—15 лет — 8 кг.
В соответствии с правилами ВФГС (всероссийская федерация гиревого спорта) выполнение юношеских спортивных разрядов происходит с гирями 16 кг, взрослых — с гирями 24, КМС и выше — 32 кг. Женские спортивные разряды выполняются с гирями 16 кг, КМС и выше — 24 кг. У мужчин на сегодня 7 весовых категорий: до 63, до 68, до 73, до 78, до 85, до 95 и свыше 95. Категории до 105 и свыше 105 были убраны из программы с 2014 года. У женщин категории до 53, до 58, до 63, до 68, свыше 68.
Техническая характеристика гирь по требованию ВФГС для спортивных дисциплин, содержащих в своём наименовании слова «двоеборье», «толчок ДЦ», «рывок»
| Параметры            | Гири                         | Цвет            |
| Высота, мм           | 280                          | 16 кг — жёлтый  |
| Диаметр корпуса, мм  | 210                          | 24 кг — зелёный |
| Диаметр рукоятки, мм | 35 (32 кг) 32 (24 кг, 16 кг) | 32 кг- красный  |

Техническая характеристика гирь по требованию ВФГС для спортивных дисциплин «жонглирование», «жонглирование — пара»
Гири должны быть покрашены в однотонный серый цвет.
Участнику разрешается иметь свои гири, соответствующие заданному стандарту, имеющие несмещенный центр тяжести, предварительно взвешенные, измеренные и одобренные судейской коллегией.
| Параметры            | Гири массой 16 и 12 кг (мужские) | Гири массой 8 и 6 кг (женские) |
| Высота, мм           | 280±10                           | 280/235±10                     |
| Диаметр корпуса, мм  | 210±3                            | 210/175±3                      |
| Диаметр рукоятки, мм | 33±2                             | 35/25±2                        |
| Масса, кг            | 16,0/12,0±0,1                    | 8,0/8,0/6,0±0,1                |

Вес гири не должен отклоняться более чем на 100 граммов от номинала.
Соревновательные гири должны иметь маркировку, соответствующую помосту, на котором выступает участник.
Цвета соревновательных гирь по международным правилам: 8 кг (розовая), 12 кг (синяя), 16 кг (жёлтая), 20 кг (фиолетовая), 24 кг (зелёная), 28 кг (оранжевая), 32 кг (красная).

## Упражнения

### Толчок двух гирь
Спортсмен закидывает две гири на грудь (исходное положение), выталкивает их при помощи подседа на полностью выпрямленные руки над головой, фиксирует их и после счёта судьи принимает исходное положение (гири на груди).
Не засчитывается, если:
- есть дожим гирь вверху;
- нет фиксации;
- есть потеря равновесия;
- смена положения рук во время подседа.

При спуске гирь вниз или на помост, или при остановке гирь на плечах выполнение упражнения останавливается.

### Рывок гири
Спортсмен должен непрерывным движением поднять гирю вверх на прямую руку и зафиксировать её. После счёта судьи, не касаясь гирей туловища, спортсмен опускает гирю в замах для следующего подъёма. В момент фиксации вверху колени и туловище должны быть выпрямлены и неподвижны, свободная рука остановлена. Во время старта или смены рук даётся дополнительный замах для разгона.
Не засчитывается, если:
- есть касание свободной рукой тела, гири или помоста;
- при дожиме гири вверху;
- нет фиксации;
- есть лишний замах.

Если гиря остановилась на плече или помосте, выполнение останавливается.

### Толчок двух гирь по длинному циклу
Выполняется по тем же правилам, что и классический толчок, но перед очередным выталкиванием гири опускаются в положение виса, затем подъём на грудь и выталкивание. Разрешается опускать гири как между ног, так и через стороны.
Запрещается:
- остановка гирь на помосте;
- опора руками или гирями на ноги в положении виса;
- остановка гирь в положении виса.

## Разрядные нормативы 2018—2021 годов

### Мужчины. Классическое двоеборье
Двоеборье состоит из упражнений «толчок» и «рывок». Время выполнения каждого упражнения — 10 минут.
Очки начисляются по правилу 1 толчок — 1 очко, 1 рывок — 0,5 очка. В таблице указано количество очков.
| № п/п | В/к      | Вес гири 32 кг | Вес гири 32 кг | Вес гири 32 кг | Вес гири 24 кг     | Вес гири 24 кг     | Вес гири 24 кг     | Вес гири 16 кг               | Вес гири 16 кг               | Вес гири 16 кг               |
| № п/п | В/к      | МСМК           | МС             | КМС            | Спортивные разряды | Спортивные разряды | Спортивные разряды | Юношеские спортивные разряды | Юношеские спортивные разряды | Юношеские спортивные разряды |
| № п/п | В/к      | МСМК           | МС             | КМС            | I                  | II                 | III                | I                            | II                           | III                          |
| 1     | до 48 кг |                |                |                |                    |                    |                    | 110                          | 75                           | 50                           |
| 2     | до 53 кг |                |                |                |                    |                    |                    | 120                          | 85                           | 55                           |
| 3     | до 58 кг |                |                |                | 90                 | 70                 | 50                 | 130                          | 95                           | 60                           |
| 4     | до 63 кг | 192            | 126            | 75             | 100                | 80                 | 60                 | 140                          | 105                          | 65                           |
| 5     | до 68 кг | 210            | 146            | 83             | 110                | 90                 | 65                 | 150                          | 110                          | 70                           |
| 6     | до 73 кг | 222            | 162            | 95             | 120                | 95                 | 70                 | 160                          | 120                          | 75                           |
| 7     | 73+ кг   |                |                |                |                    |                    |                    | 170                          | 125                          | 80                           |
| 8     | до 78 кг |                |                |                | 130                | 105                | 80                 |                              |                              |                              |
| 9     | до 85 кг | 234            | 178            | 117            | 140                | 110                | 85                 |                              |                              |                              |
| 10    | 85+ кг   | 246            | 190            | 126            | 160                | 130                | 100                |                              |                              |                              |

### Мужчины. Толчок ДЦ
В таблице указано количество подъёмов по длинному циклу. Время на выполнение упражнения — 10 минут.
| № п/п | В/к    | Вес гири 32 кг | Вес гири 32 кг | Вес гири 32 кг | Вес гири 24 кг     | Вес гири 24 кг     | Вес гири 24 кг     | Вес гири 16 кг               | Вес гири 16 кг               | Вес гири 16 кг               |
| № п/п | В/к    | МСМК           | МС             | КМС            | Спортивные разряды | Спортивные разряды | Спортивные разряды | Юношеские спортивные разряды | Юношеские спортивные разряды | Юношеские спортивные разряды |
| № п/п | В/к    | МСМК           | МС             | КМС            | I                  | II                 | III                | I                            | II                           | III                          |
| № п/п | В/к    | М              | М              | М              | М                  | М                  | М                  | М                            | М                            | М                            |
| 1     | 48 кг  |                |                |                |                    |                    |                    | 40                           | 35                           | 30                           |
| 2     | 53 кг  |                |                |                |                    |                    |                    | 48                           | 42                           | 36                           |
| 3     | 58 кг  |                |                |                | 55                 | 45                 | 35                 | 55                           | 48                           | 40                           |
| 4     | 63 кг  | 59             | 44             | 35             | 60                 | 49                 | 39                 | 61                           | 51                           | 42                           |
| 5     | 68 кг  | 72             | 56             | 45             | 65                 | 54                 | 43                 | 66                           | 56                           | 46                           |
| 6     | 63+ кг |                |                |                |                    |                    |                    |                              |                              |                              |
| 7     | 73 кг  | 76             | 62             | 48             | 70                 | 58                 | 46                 | 71                           | 61                           | 51                           |
| 8     | 73+ кг |                |                |                |                    |                    |                    | 74                           | 64                           | 54                           |
| 9     | 78 кг  |                |                |                | 74                 | 62                 | 50                 |                              |                              |                              |
| 10    | 85 кг  | 82             | 69             | 55             | 79                 | 66                 | 54                 |                              |                              |                              |
| 11    | 85+ кг | 88             | 75             | 58             | 90                 | 75                 | 60                 |                              |                              |                              |

### Женщины. Рывок
В таблице указано количество подъёмов.
| № п/п | В/к      | Вес гири 24 кг | Вес гири 24 кг | Вес гири 24 кг | Вес гири 16 кг     | Вес гири 16 кг     | Вес гири 16 кг     | Вес гири 16 кг               | Вес гири 16 кг               | Вес гири 16 кг               |
| № п/п | В/к      | МСМК           | МС             | КМС            | Спортивные разряды | Спортивные разряды | Спортивные разряды | Юношеские спортивные разряды | Юношеские спортивные разряды | Юношеские спортивные разряды |
| № п/п | В/к      | МСМК           | МС             | КМС            | I                  | II                 | III                | I                            | II                           | III                          |
| 1     | до 48 кг |                |                |                | 80                 | 60                 | 45                 | 43                           | 33                           | 23                           |
| 2     | до 53 кг |                |                |                | 90                 | 70                 | 50                 | 45                           | 35                           | 25                           |
| 3     | до 58 кг |                |                |                | 100                | 80                 | 60                 | 55                           | 45                           | 35                           |
| 4     | до 63 кг | 159            | 126            | 73             | 110                | 90                 | 70                 | 65                           | 55                           | 45                           |
| 5     | 63+ кг   | 181            | 146            | 86             | 125                | 100                | 85                 | 75                           | 65                           | 55                           |

### Общие требования
- МСМК присваивается за выполнение нормы при занятии
  - 1—2 места на чемпионате мира,
  - 1 места на чемпионате Европы,
  - 1 места на Кубке мира,
  - 1 места на Кубке Европы,
  - 1 места на первенстве мира среди юниоров и юниорок (19—22 лет),
  - 1 места на первенстве Европы среди юниоров и юниорок (19—22 лет),
  - 1 места на других международных спортивных соревнованиях, включённых в Единый календарный план, проводимых по регламенту Кубка мира.
- Для присвоения МСМК необходимо проведение допинг-контроля на указанных спортивных соревнованиях.
- МС присваивается за выполнение нормы на спортивных соревнованиях не ниже статуса других всероссийских спортивных соревнований, включённых в Единый календарный план.
- КМС, I спортивный разряд присваиваются за выполнение норм на спортивных соревнованиях не ниже статуса других официальных спортивных соревнований субъекта Российской Федерации.
- II—III спортивные разряды присваиваются за выполнение норм на спортивных соревнованиях не ниже статуса других официальных спортивных соревнований муниципального образования.
- I—III юношеские спортивные разряды присваиваются за выполнение норм на других официальных спортивных соревнованиях любого статуса.
- Возрастные группы:
  - юниоры, юниорки 19—22 года
  - (старшие) юноши, девушки 17—18 лет
  - (младшие) юноши, девушки 14—16 лет
- Для участия в спортивных соревнованиях спортсмен должен достичь установленного возраста в календарный год проведения спортивных соревнований.

## Разрядные нормативы 2014—2017 годов (в скобках старые 2010—2013)
Мужчины. Классическое двоеборье (количество очков)
C 2018 года действуют новые нормативы — Разрядные нормативы по гиревому спорту 2018—2021 года Архивная копия от 1 февраля 2019 на Wayback Machine.
| В/к         | Вес гири 32 кг | Вес гири 32 кг | Вес гири 32 кг | Вес гири 24 кг | Вес гири 24 кг | Вес гири 24 кг | Вес гири 16 кг | Вес гири 16 кг | Вес гири 16 кг |
| В/к         | МСМК           | МС             | КМС            | I              | II             | III            | I юн.          | ІI юн.         | ІIІ юн.        |
| В/к 48 кг   |                |                |                |                |                |                | 110 (100)      | 75 (65)        | 50 (40)        |
| В/к 53 кг   |                |                |                |                |                |                | 120 (110)      | 85 (75)        | 55 (45)        |
| В/к 58 кг   |                |                |                | 90 (80)        | 70 (60)        | 50 (40)        | 130 (120)      | 95 (85)        | 60 (50)        |
| В/к 63 кг   | 170 (145)      | 100 (95)       | 70 (60)        | 100            | 80             | 60             | 140 (130)      | 105 (95)       | 65 (55)        |
| В/к 68 кг   | 185 (165)      | 115 (110)      | 78 (70)        | 110 (100)      | 90 (80)        | 65 (55)        | 150 (140)      | 110 (100)      | 70 (60)        |
| В/к 73 кг   | 195 (180)      | 130 (125)      | 86 (82)        | 120 (110)      | 95 (85)        | 70 (60)        | 160 (150)      | 120 (110)      | 75 (65)        |
| В/к +73 кг  |                |                |                | 125 (115)      | 100 (90)       | 75 (65)        | 170 (160)      | 125 (115)      | 80 (70)        |
| В/к 78 кг   | 205 (195)      | 140 (135)      | 97 (92)        | 130 (120)      | 105 (95)       | 80 (70)        |                |                |                |
| В/к 85 кг   | 215 (205)      | 150 (145)      | 111 (105)      | 140 (130)      | 110 (100)      | 85 (75)        |                |                |                |
| В/к +85 кг  |                |                |                | 145 (135)      | 115 (105)      | 90 (80)        |                |                |                |
| В/к 95 кг   | 223 (215)      | 155            | 120 (110)      | 150 (140)      | 120 (110)      | 95 (85)        |                |                |                |
| В/к +95 кг  | 230            | 160            | 126            | 160            | 130            | 100            |                |                |                |
| В/к 105 кг  | 220            | 160            | 115            | 150            | 120            | 90             |                |                |                |
| В/к +105 кг | 222            | 165            | 120            | 155            | 130            | 100            |                |                |                |

Мужчины. Толчок длинным циклом (количество подъёмов)
| В/к         | Вес гири 32 кг | Вес гири 32 кг | Вес гири 32 кг | Вес гири 24 кг | Вес гири 24 кг | Вес гири 24 кг | Вес гири 16 кг | Вес гири 16 кг | Вес гири 16 кг |
| В/к         | МСМК           | МС             | КМС            | I              | II             | III            | И              | ІІю            | ІІІю           |
| В/к 48 кг   |                |                |                |                |                |                | 30             | 25             | 20             |
| В/к 53 кг   |                |                |                |                |                |                | 38             | 32             | 26             |
| В/к 58 кг   |                |                |                | 45             | 35             | 25             | 45             | 38             | 30             |
| В/к 63 кг   | 48             | 37             | 28             | 50             | 39             | 29             | 51             | 41             | 32             |
| В/к 68 кг   | 57             | 44             | 35             | 55             | 44             | 33             | 56             | 46             | 36             |
| В/к 73 кг   | 64             | 49             | 41             | 60             | 48             | 36             | 61             | 51             | 41             |
| В/к +73 кг  |                |                |                | 62             | 50             | 38             | 64             | 54             | 44             |
| В/к 78 кг   | 69             | 53             | 45             | 64             | 52             | 40             |                |                |                |
| В/к 85 кг   | 75             | 57             | 48             | 69             | 56             | 44             |                |                |                |
| В/к +85 кг  |                |                |                | 73             | 59             | 46             |                |                |                |
| В/к 95 кг   | 80             | 60             | 52             | 76             | 62             | 48             |                |                |                |
| В/к 105 кг  | 82             | 62             | 55             | 80             | 65             | 50             |                |                |                |
| В/к +105 кг | 85             | 64             | 57             | 85             | 70             | 55             |                |                |                |

Женщины. Рывок (количество подъёмов)
| В/к        | Вес гири 24 кг | Вес гири 24 кг | Вес гири 24 кг | Вес гири 16 кг | Вес гири 16 кг | Вес гири 16 кг |
| В/к        | МСМК           | МС             | КМС            | И              | II             | III            |
| В/к 53 кг  |                |                |                | 80             | 60             | 40             |
| В/к 58 кг  | 120            | 100            | 55             | 90             | 70             | 50             |
| В/к 63 кг  | 130            | 110            | 63             | 100            | 80             | 60             |
| В/к 63+ кг |                |                |                | 105            | 85             | 65             |
| В/к 68 кг  | 140            | 120            | 69             | 110            | 90             | 70             |
| В/к 68+ кг | 150            | 130            | 73             | 120            | 100            | 80             |

Общие особые условия:
- На выполнение каждого упражнения даётся 10 минут.
- Двоеборье состоит из упражнения «толчок» и упражнения «рывок».
- Очки в двоеборье начисляются: 1 толчок — 1 очко, 1 рывок — 0,5 очка.
- Спортивное звание МС присваивается на соревнованиях не ниже статуса чемпионата федерального округа Российской Федерации, полуфинала Чемпионата России.
- Спортивный разряд КМС присваивается на соревнованиях не ниже статуса субъекта Российской Федерации, при соблюдении прочих требований правил ВФГС.
- Первый и иные массовые спортивные разряды присваиваются на соревнованиях любого статуса.
- Первенства России проводятся среди юниоров и юниорок (19—22 лет), среди юношей и девушек (14—18 лет).
- Для участия в спортивных соревнованиях указанное количество лет спортсмену должно исполниться в календарный год проведения соревнований.

## Соревнования
В Гиревом спорте существует две дисциплины у мужчин и одна у женщин. Мужчины соревнуются в классическом двоеборье или толчке по длинному циклу. В свою очередь двоеборье состоит из двух упражнений: толчок двух гирь двумя руками от груди и рывок одной гири каждой рукой. В рывке допускается одна смена рук без постановки снаряда на помост. После выполнения двух упражнений подсчитываются очки в сумме двоеборья. Толчок по длинному циклу заключается в забросе гирь на грудь, выталкивании вверх от груди, опускании на грудь и спуске вниз без касания помоста. Упражнение выполняется с двумя гирями.
На сегодняшний день Международный союз гиревого спорта (англ. International Union of Kettlebell Lifting) ежегодно проводит Чемпионат мира, Чемпионат Европы, Первенство мира среди юниоров (возраст участников от 18 до 22), Первенство Европы среди юниоров, Первенство мира среди юношей (возраст участников до 18 лет), Чемпионат Европы среди юношей. Начиная с 2014 года, проводятся 5 этапов Кубка мира и финал Кубка мира.
В России главным турниром по гиревому спорту является Чемпионат России, который проводится Всероссийской федерацией гиревого спорта (ВФГС). Чемпионат России проходит ежегодно, участники отбираются по результатам двух полуфиналов.
| Год  | Чемпионат мира          | Чемпионат Европы        |
| ---- | ----------------------- | ----------------------- |
| 2010 | Тампере, Финляндия      | Шяуляй, Литва           |
| 2011 | Нью-Йорк, США           | Шяуляй, Литва           |
| 2012 | Талси, Латвия           | Белгород, Россия        |
| 2013 | Тюмень, Россия          | Вексфорд, Ирландия      |
| 2014 | Гамбург, Германия       | Санкт-Петербург, Россия |
| 2015 | Дублин, Ирландия        | Варна, Болгария         |
| 2016 | Актобе, Казахстан       | Гдыня, Польша           |
| 2017 | Сеул, Южная Корея       | Даугавпилс, Латвия      |
| 2018 | Даугавпилс, Латвия      | Будапешт, Венгрия       |
| 2019 | Нови сад, Сербия        | Столберг, Германия      |
| 2020 | Санкт-Петербург, Россия | Ненствед, Дания         |
| 2021 | Будапешт , Венгрия      | Казань, Россия          |
| 2022 | Нью-Дели , Индия        | Таллин , Эстония        |
| 2023 | Хива, Узбекистан        | Нафплион, Греция        |
| 2024 | Чолпон-Ата, Киргизия    | Париж, Франция          |

| Год  | Этап         | Этапы Кубка мира           |
| ---- | ------------ | -------------------------- |
| 2014 | 1            | Париж, Франция             |
|      | 2            | Челябинск, Россия          |
|      | 3            | Санкт-Петербург, Россия    |
|      | 4            | Дарлингтон, Великобритания |
|      | 5            | Лас-Вегас, США             |
| 2015 | 1            | Колумбус, США              |
|      | 2            | Санкт-Петербург, Россия    |
|      | 3            | Джакарта, Индонезия        |
|      | 4            | Сингапур                   |
|      | 5            | Токио, Япония              |
|      | 6            | Мельбурн, Австралия        |
| 2016 | 1            | Канкун, Мексика            |
|      | 2            | Санкт-Петербург, Россия    |
|      | 3            | Даугавпилс, Латвия         |
|      | 4            | Токио, Япония              |
|      | 5            | Улан-Удэ, Россия           |
|      | Финал индив. | Лас-Вегас, США             |
|      | Финал ком.   | Сидней, Австралия          |

## Федерации
Европейский союз гиревого спорта (ЕСГС) был создан в 1992 году по инициативе прибалтийских государств. В его работе участие принимали Литва, Латвия, Эстония, Россия, Украина, Белоруссия. ЕСГС был первой международной организацией в гиревом спорте. 29 октября 1992 года была создана Международная федерация гиревого спорта (МФГС), в которую вошли 7 стран, бывших республиками СССР. Первый чемпионат Европы по гиревому спорту состоялся в 1992 году, первый чемпионат мира в 1993 году, первый Кубок мира в 1994 году. Эти две структуры (ЕСГС и МФГС) работали параллельно, согласно своим полномочиям. В 2007 году МФГС была распущена, а ЕСГС был переформирован в Международный союз гиревого спорта (МСГС) со штаб-квартирой в Латвии. С 2009 года он входит в TAFISA.
Главной российской организацией является Всероссийская федерация гиревого спорта (ВФГС), состоящая в МСГС.
В 2018 году создана альтернативная федерация Мировая федерация гиревого спорта (WKSF). Президент федерации Олег Илика (Италия), вице-президент Иван Денисов (Россия). Чемпионат Мира WKSF 2018 года проходил в Италии, а в 2019 в Ирландии.
Так же существует ещё одна федерация WAKSC (Всемирная ассоциация клубов гиревого спорта), ориентирована на клубный гиревой спорт. Президентом федерации является Сергей Рачинский. Федерация проводит чемпионаты мира, Европы и других регионов, а также серию этапов Кубка мира. Также федерация проводит и онлайн Кубок мира.

## Силовое жонглирование
Разновидность гиревого спорта, уходящая корнями в цирковое искусство. Представляет собой совокупность различных вариантов подбрасывания и ловли гири (массой 16 кг у мужчин и 8 кг у женщин) под музыкальное сопровождение в определённом ритме, выполняемых как одним, так и группой спортсменов. Соревновательные выступления гиревиков-жонглёров включают в себя до 30 бросковых элементов различной категории сложности, а также различные артистические, силовые, хореографические элементы, придающие выступлению эмоциональный и эстетический колорит.

## Гиревой фитнес
С помощью гирь можно выполнять множество разных упражнений — приседания, жимы, наклоны, это направление именуется гиревым фитнесом и не относится к традиционному гиревому спорту.
В последние годы некоторую популярность приобретают «гиревые кардиотренировки», уже более напоминающие гиревой спорт. В них, в отличие от традиционных кардиотренировок, используются махи или рывок гири небольшого веса, выполняемые длительное время.

## Рекорды мира

###### Двоеборье (вес гири 32 кг)
| Весовая категория | Упражнение | Результат | Рекордсмен        | Год  |
| ----------------- | ---------- | --------- | ----------------- | ---- |
| 63                | Толчок     | 151       | Бенидзе Джони     | 2016 |
| 63                | Рывок      | 204       | Бенидзе Джони     | 2010 |
| 63                | Двоеборье  | 234,5     | Бенидзе Джони     | 2015 |
| 68                | Толчок     | 148       | Рябков Алексей    | 2022 |
| 68                | Рывок      | 203       | Щербин Олег       | 2021 |
| 68                | Двоеборье  | 240       | Хвостов Александр | 2021 |
| 73                | Толчок     | 166       | Сулейманов Мовсар | 2021 |
| 73                | Рывок      | 215       | Рассадин Андрей   | 2023 |
| 73                | Двоеборье  | 250       | Сулейманов Мовсар | 2019 |
| 78                | Толчок     | 160       | Сулейманов Мовсар | 2023 |
| 78                | Рывок      | 234       | Квашнин Михаил    | 2017 |
| 78                | Двоеборье  | 255       | Квашнин Михаил    | 2017 |
| 85                | Толчок     | 166       | Анасенко Антон    | 2010 |
| 85                | Рывок      | 227       | Квашнин Михаил    | 2020 |
| 85                | Двоеборье  | 266       | Анасенко Антон    | 2010 |
| 95                | Толчок     | 171       | Гуров Владимир    | 2018 |
| 95                | Рывок      | 219       | Морозов Игорь     | 2016 |
| 95                | Двоеборье  | 269,5     | Гуров Владимир    | 2016 |
| 95+               | Толчок     | 182       | Марков Иван       | 2023 |
| 95+               | Рывок      | 242       | Марков Иван       | 2024 |
| 95+               | Двоеборье  | 296       | Марков Иван       | 2022 |

###### Толчок по длинному циклу (вес гири 32 кг)
| Весовая категория | Результат | Рекордсмен      | Год  |
| ----------------- | --------- | --------------- | ---- |
| 63                | 78        | Бутенко Евгений | 2022 |
| 68                | 87        | Алексей Рябков  | 2022 |
| 73                | 88        | Беляев Иван     | 2022 |
| 78                | 90        | Чуев Павел      | 2021 |
| 85                | 96        | Бородынкин Олег | 2022 |
| 95                | 102       | Бородынкин Олег | 2022 |
| 95+               | 116       | Денисов Иван    | 2010 |

###### Рывок — женщины (вес гири 24 кг)
| Весовая категория | Результат | Рекордсмен        | Год  |
| ----------------- | --------- | ----------------- | ---- |
| 58                | 204       | Яременко Ольга    | 2018 |
| 63                | 209       | Дедюхина Ксения   | 2021 |
| 68                | 205       | Барбакова Наталья | 2020 |
| 68+               | 219       | Мартынова Ирина   | 2021 |

###### Толчок по длинному циклу — женщины (вес гири 24 кг)
| Весовая категория | Результат | Рекордсмен             | Год  |
| ----------------- | --------- | ---------------------- | ---- |
| 58                | 27        | Елизавета Сафронова    | 2018 |
| 63                | 56        | Анастасия Лазарева     | 2018 |
| 68                | 71        | Beate Karstad Stofring | 2018 |
| 68+               | 83        | Мартынова Ирина        | 2021 |